# پت کورپوریشن
پت کورپوریشن (انگلیسی: Path Corporation) شرکت نرم‌افزار آمریکایی است، که در سال ۲۰۱۰ توسط دیو مورین تأسیس شد.